# Mansur (cratère)
Mansur est un cratère sur Mercure. Il a un diamètre de 100 kilomètres.Son nom a été adopté par l'Union astronomique internationale en 1979. Mansur est nommé d'après l'artiste indien du  17e siècle Ustad Mansur. 
La période mansurienne sur Mercure est nommée d'après le cratère Mansur. Le moment de son impact ne dénote pas le début de la période, mais le cratère est un excellent exemple de cratère mansurien. 

## Vues

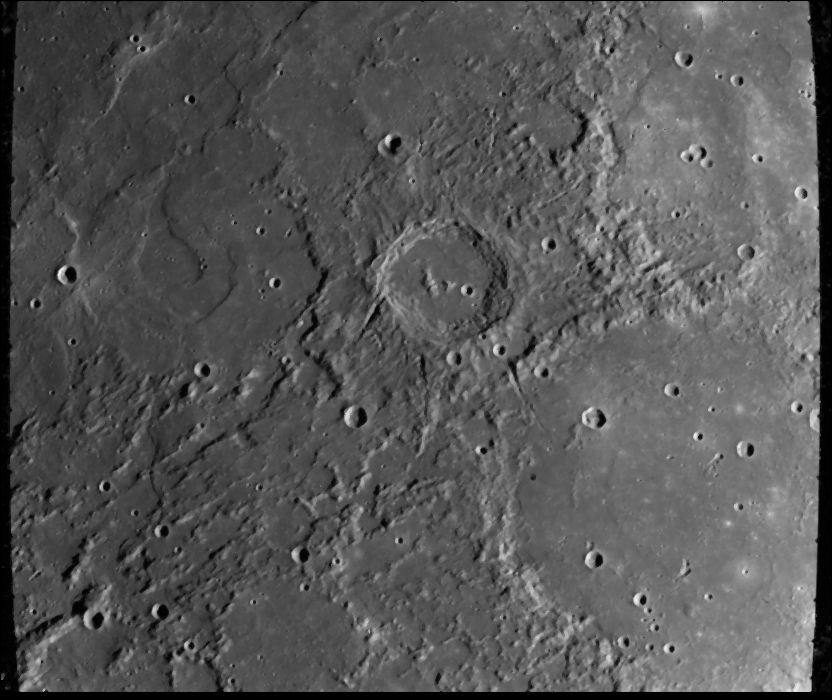
Image de Mariner 10 avec cratère Mansur près du centre.
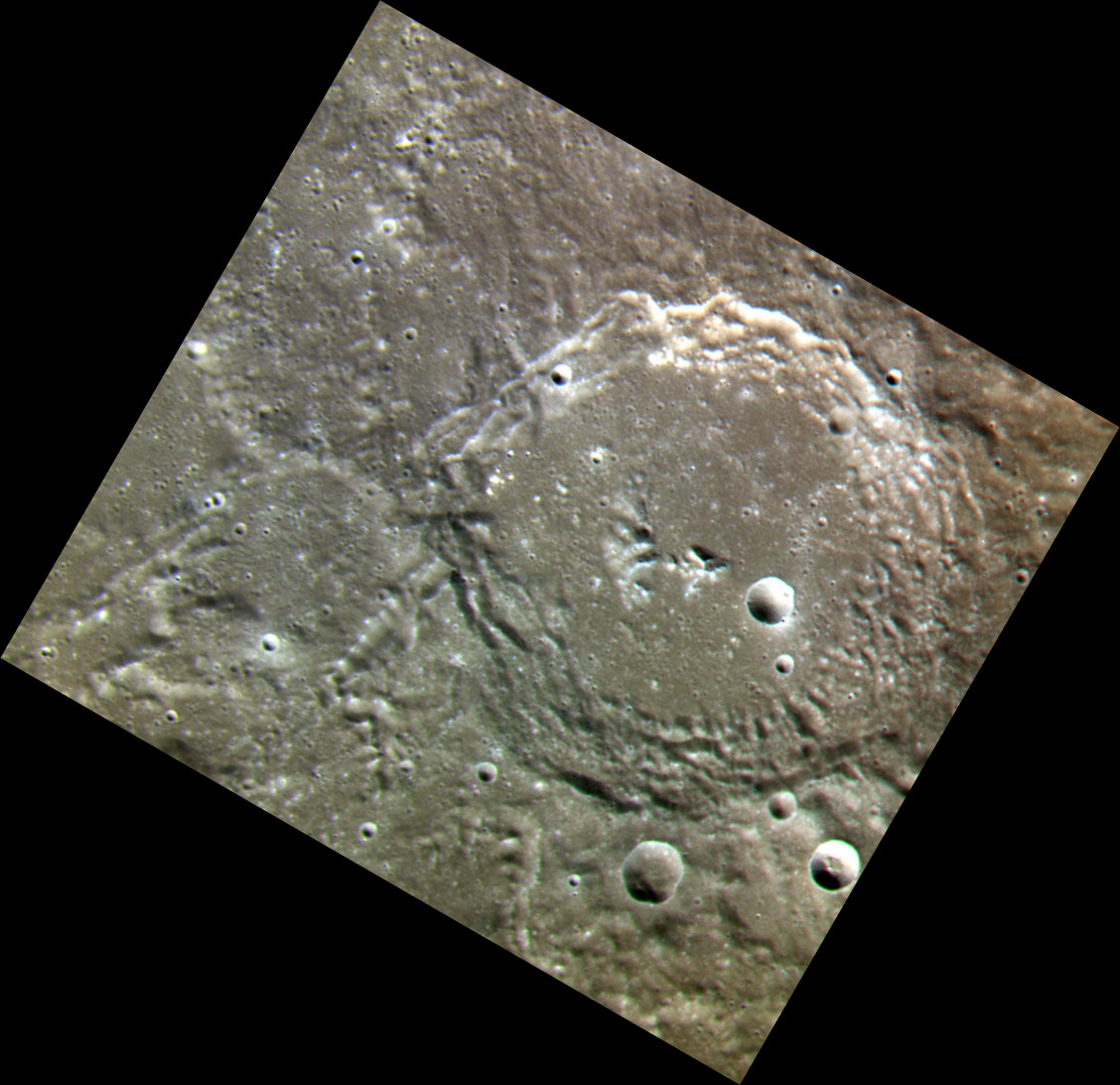
Image couleur approximative de MESSENGER.
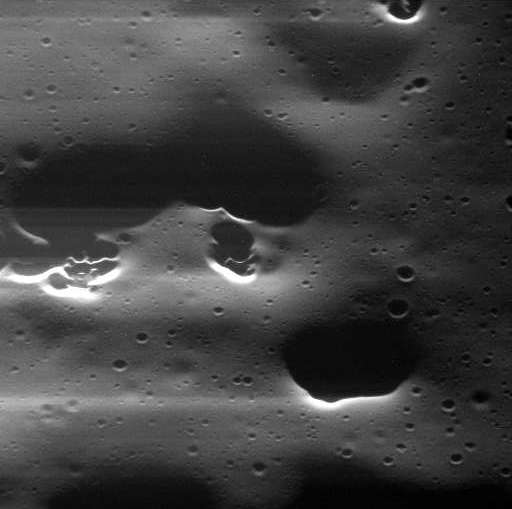
Détail des creux près du bord du cratère nord.
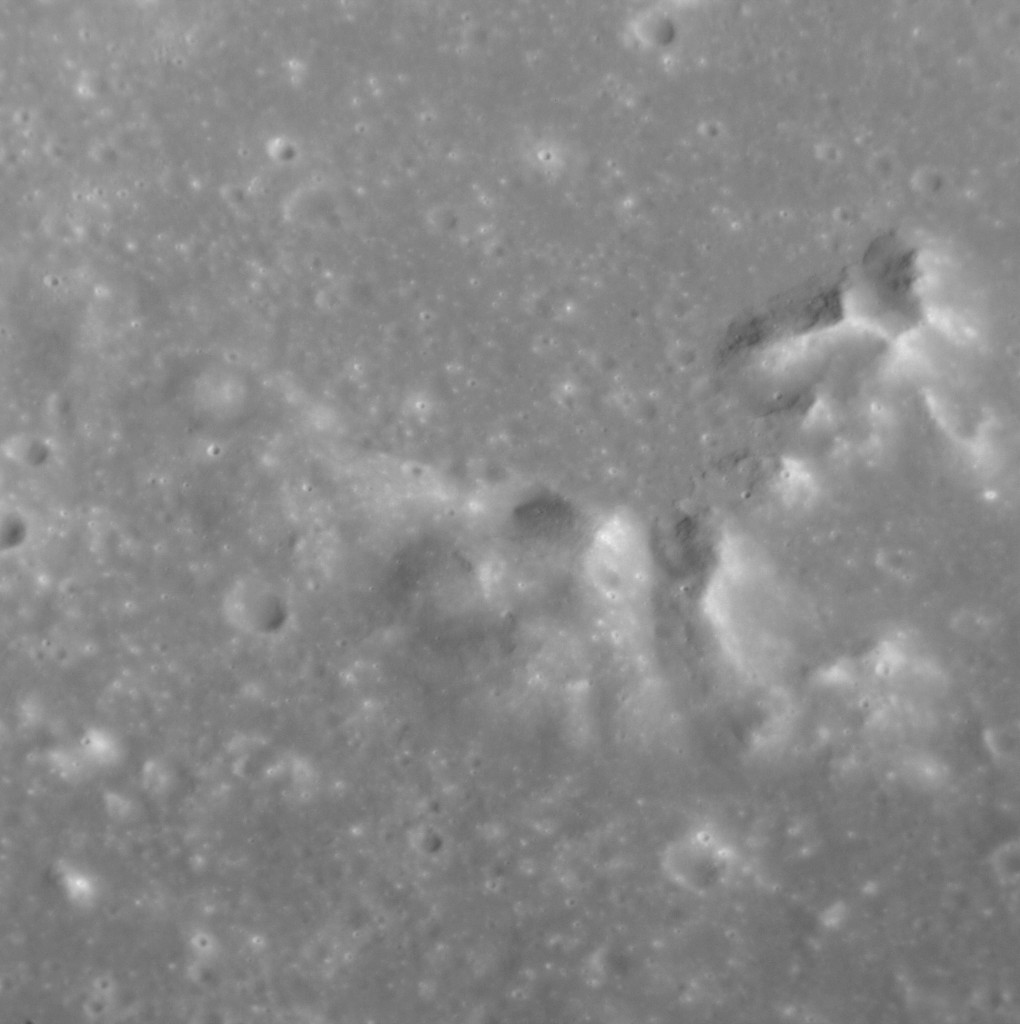
Le complexe du pic central.